# Бадрінатх (храм)
Храм Бадрінатх, інколи Бадрінараян (гінді बद्रीनाथ, англ. Badrinath Temple) — один з найсвятіших індуїстських храмів, присвячених Вішну, розташований біля річки Алакнанда в гірському містечку Бадрінатх в індійському штаті Уттаракханд. Храм та місто входять до чотирьох місць паломництва Чаар-Дхам, чотирьох Чота-Чаар-Дхам, семи Сапта-Бадрі та 108 найсвятіших храмів вайшнавізму Дів'я-Дезамс. Храм відкритий шість місяців на рік (з квітня по листопад) через важкі погодні умови узимку.
У храмі поклоняються кільком мурті. Найважливішою є статуя Вішну у вигляді Бадрінараяна, зроблена з чорного каменя. Статуя вважається одною з вісьми swayam vyakta keshtras, самовтілень Вішну. Мурті зображує Вішну сидячим в позі для медитації. У листопаді щороку, коли доступ до міста припиняється, статую переносять до містечка Джйотірматх.